# اختلال تعادل
اختلال تعادل (به انگلیسی: balance disorder) وضعیتی است که در آن فرد در هنگام انجام فعالیت‌های معمول مانند ایستادن یا راه رفتن، احساس بی‌ثباتی کند. این حالت ممکن است با سرگیجه، گیجی، یا احساس تحرک داشتن، چرخیدن یا شناور بودن همراه باشد. تعادل در نتیجه همکاری چندین سیستم بدن با یکدیگر پدید می‌آید؛ سیستم بینایی (چشم‌ها)، سیستم دهلیزی (گوش‌ها) و حس عمقی (احساس بدن از جایی که در فضا دارد) از سیستم‌های تنظیم کننده تعادل هستند. انحطاط یا از دست دادن عملکرد در هر یک از این سیستم‌ها می‌تواند منجر به احتلال تعادل شود.

## علائم و نشانه‌ها
اختلال عملکرد شناختی (حافظه، توجه، شناخت و غیره) ممکن است با اختلالات دهلیزی گوش رخ دهد. نقایص شناختی فقط ماهیت فضایی ندارند، بلکه شامل عملکردهای غیر فضایی مانند حافظه و تشخیص اشیا نیز می‌شوند. اختلال عملکرد دهلیزی گوش بر فرایند توجه تأثیر منفی می‌گذارد و افزایش تلاش برای افزایش توجه می‌تواند نوسانات وضعیتی مرتبط با اختلالات دهلیزی را بدتر کند. مطالعات اخیر MRI همچنین نشان می‌دهد که انسان‌هایی که آسیب دو طرفه دهلیزی (آسیب به هر دو گوش داخلی) دارند، دچار آتروفی هیپوکامپ می‌شوند که با اختلال آنها در وظایف حافظه فضایی مرتبط است.

## علل
هنگامی که اختلالی در هر یک از سیستم‌های دهلیزی، بینایی یا حس عمقی ایجاد می‌شود، مشکلات تعادل ممکن است رخ دهند. ناهنجاری در عملکرد تعادل می‌تواند نشان دهنده طیف گسترده‌ای از آسیب‌ها از دلایلی مانند اختلالات گوش داخلی، فشار خون پایین، تومورها و آسیب مغزی از جمله سکته باشد.

### مشکلات به گوش
علل سرگیجه مربوط به گوش اغلب با سرگیجه (چرخش) و حالت تهوع مشخص می‌شود. نیستاگموس (سوسو زدن چشم، مربوط به رفلکس دهلیزی چشمی [VOR]) اغلب در بیماران مبتلا به سرگیجه محیطی حاد دیده می‌شود.

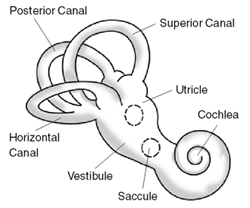
بخش‌های مختلف مجاری نیم‌دایره‌ای اوتریکل و ساکول به وسیله دایره مشخص شده‌اند

سرگیجه موضعی حمله‌ای خوش‌خیم (BPPV) - شایع‌ترین علت سرگیجه است. این وضعیت معمولاً به عنوان یک احساس کوتاه و شدید چرخش توصیف می‌شود، زمانی رخ می‌دهد که موقعیت سر نسبت به گرانش تغییراتی ایجاد گردد. یک فرد ممکن است هنگام غلتیدن به چپ یا راست، هنگام برخاستن از رختخواب در صبح، یا هنگامی که به دنبال یک شی در یک قفسه بلند می‌گردد، BPPV را تجربه کند. علت BPPV وجود کریستال‌های کلسیم طبیعی اما نابجا به نام اتوکنیا است که به‌طور معمول در اوتریکل و ساکول (ارگان‌های اتولیتی) یافت می‌شود و برای احساس حرکت استفاده می‌شود. اگر از مرکز این بخش‌ها رها و در مجاری نیم دایره‌ای شل شوند، می‌توانند حس حرکت را مخدوش کرده و باعث عدم تطابق بین حرکت واقعی سر و اطلاعاتی که توسط گوش داخلی به مغز ارسال می‌شود، گردند.

### میگرن
سردردهای میگرنی یک بیماری عصبی شایع است. اگرچه میگرن‌های معمولی با سردرد ضربانی به صورت متوسط تا شدید مشخص می‌شوند، میگرن دهلیزی ممکن است با علائم اختلالات دهلیزی مانند سرگیجه، عدم تعادل، حالت تهوع و استفراغ همراه باشد.

### پیش سنکوپ
پیش سنکوپ احساس سبکی سر یا به سادگی احساس ضعف است. در مقابل، سنکوپ به احساس غش کردن گفته می‌شود. اختلال در سیستم گردش خون، مانند فشار خون پایین، می‌تواند باعث احساس سرگیجه در هنگام ایستادن ناگهانی شود.

## تشخیص
دشواری تشخیص درست اختلالات دهلیزی در این واقعیت منعکس می‌شود که در برخی از جمعیت‌ها، بیش از یک سوم بیماران مبتلا به بیماری دهلیزی با بیش از یک پزشک و در برخی موارد تا بیش از پانزده نفر، مشورت می‌کنند.

## درمان
گزینه‌های مختلفی برای درمان اختلالات تعادلی وجود دارد. یک گزینه شامل درمان بیماری یا اختلالی است که به مشکل تعادل کمک کرده مانند عفونت گوش، سکته مغزی، مولتیپل اسکلروزیس، آسیب نخاعی، پارکینسون، شرایط عصبی عضلانی، آسیب مغزی اکتسابی، اختلالات عملکرد مخچه یا آتاکسی و برخی موارد تومورها مانند نوروم آکوستیک. درمان وابسته به هر فرد متفاوت خواهد بود و بر اساس نتایج ارزیابی شامل علائم، سابقه پزشکی، سلامت عمومی و نتایج آزمایش‌های پزشکی خواهد بود. علاوه بر این، تای چی ممکن است یک روش مقرون به صرفه برای جلوگیری از افتادن در افراد مسن باشد.

### توانبخشی دهلیزی
بسیاری از انواع اختلالات تعادلی به آموزش تعادل نیاز دارند که توسط یک متخصص کاردرمانی یا فیزیوتراپیست تجویز می‌شود. فیزیوتراپیست‌ها اغلب معیارهای پیامد استاندارد شده را به عنوان بخشی از ارزیابی خود انجام می‌دهند تا اطلاعات و داده‌های مفیدی در مورد وضعیت فعلی بیمار به دست آورند. برخی ارزیابی‌های استاندارد شده تعادل یا معیارها تشخیصی شامل تست دسترسی عملکردی، تست بالینی برای یکپارچگی حسی در تعادل (CTSIB)، مقیاس تعادل برگ و/یا زمان‌بندی شده هستند. داده‌ها و اطلاعات جمع‌آوری‌شده می‌تواند کمک بیشتری برای درمان اختلالات تعادلی کند. فیزیوتراپیست برنامه مداخله‌ای را انجام می‌دهند که مختص فرد بر اساس علائم و دلایل زمینه‌ای آن را ارزیابی کرده‌است. برنامه‌های مداخله‌ای می‌تواند شامل فعالیت‌های تمرینی باشد که برای بهبود کنترل وضعیت ایستا و پویا، هم‌ترازی بدن، توزیع وزن، پیاده‌روی، پیشگیری از سقوط و عملکرد حسی مورد استفاده قرار گیرد.

### از دست دادن دو طرفه دهلیزی
عدم تعادل ناشی از از دست دادن دو طرفه عملکرد دهلیزی، مانند داروهای اتوتوکسیک مانند جنتامایسین، می‌تواند با تمرینات بازآموزی تعادل (توانبخشی دهلیزی) درمان شود، اگرچه بهبودی احتمالاً به صورت کامل انجام نمی‌گیرد.

## پژوهش‌های جدید
دانشمندان مؤسسه ملی ناشنوایی و سایر اختلالات ارتباطی (NIDCD) در حال کار برای درک اختلالات تعادلی مختلف و تعاملات پیچیده بین مجاری گوش، سایر اندام‌های حسگر تعادل و مغز هستند. محققان NIDCD در حال مطالعه حرکات چشم برای درک تغییراتی اند که در پیری، بیماری و آسیب رخ می‌دهد. این پژوهش‌ها همچنین داده‌هایی را در مورد حرکت و وضعیت بدن جمع‌آوری می‌کنند تا تشخیص و درمان اختلالات تعادل را بهبود بخشند. این برنامه‌های تحقیقاتی در حال بررسی اثربخشی برخی تمرینات به عنوان یک گزینه درمانی نیز هستند. اخیراً، مطالعه‌ای که در JAMA گوش و حلق و بینی - جراحی سر و گردن منتشر شده‌است، نشان می‌دهد که مشکلات تعادلی یک علت مرگ و میر بالقوه به دلیل تغییر متابولیسم سیستم دهلیزی است.